# Bathyraja trachura
Bathyraja trachura е вид хрущялна риба от семейство Arhynchobatidae. Видът не е застрашен от изчезване.

## Разпространение и местообитание
Разпространен е в Канада (Британска Колумбия), Мексико (Долна Калифорния), Русия (Камчатка и Курилски острови) и САЩ (Аляска, Вашингтон, Калифорния и Орегон).
Среща се на дълбочина от 156.5 до 2550 m, при температура на водата от 1,6 до 7 °C и соленост 33,4 – 34,7 ‰.

## Описание
На дължина достигат до 91 cm, а теглото им е максимум 5000 g.
Продължителността им на живот е около 20 години.